# 猫撫ディストーション
『猫撫ディストーション』（ねこなでディストーション）は、WHITESOFTより発売されたアダルトゲームである。続編として2012/2/24発売の『猫撫ディストーション Exodus』（ねこなでディストーション エグゾダス）がある。

## ストーリー
西暦2007年。埼玉県にある小さな地方都市「要石市」。七枷樹の妹、七枷琴子は難病を患って生まれ、その特殊性から七枷家には特殊なルールが設けられていた。それ以外は一家五人の幸せな家庭だったが、ある日街に大流星群が降り注ぎ、樹は妹との約束を果たすためにそのルールを破り、死亡している妹を見てしまう。樹を何より苦しませたのは、｢自らの行為によって妹を死なせてしまったのか、そうではないのか」がわからないことだった。琴子の死は家族全員に衝撃を与え、誰もがそれを受け入れられず｢家族｣という場さえも観なくなり、七枷家の家庭は荒んでいった。樹は自らの行為が招いた現実に打ちのめされ、｢何かを確定することが出来ない」性格になってしまった。
そして3年後（2010年）の琴子の命日、再び街に大流星群が降り注ぐ。それを見た樹はかつての行為を繰り返すように妹の部屋の扉を開く。そこには死んだはずの琴子が以前と変わらない姿で樹を待っていた。さらに家族全員が別人のように変化し、飼っていた猫のギズモまで人間になってしまう。樹は変わってしまった世界を受け入れ、新たな家族との関係を模索し始める。
新たな家族との生活の中で、樹は何を観ることになるのか。

## 登場人物
七枷 樹（ななかせ たつき）
主人公。
元は快活な少年だったが、琴子の死とその原因が自らにあるのではないかという思いに囚われたことで、家族の誰も観ず（ただし幼なじみの柚だけは認識できていた模様）不登校になり、昼は公園で寝て夜はギズモに話しかけるだけの生活を送っている。
琴子が生き返り家族が変化したあとは新たな家族との生活のために奔走し、そのなかで自らが観るべき世界を考えていくことになる。
七枷 結衣（ななかせ ゆい）
声 - 白波凛瑚
樹の姉。学生のはずだが黒のスーツに紫のカラーカッターシャツ、ネクタイにスカートといういでたち。髪型はツインテール。
クールで厳しい性格だが自分には非常に甘い。何かと樹を使いっ走りにする。やや男性的な口調で話す。夜な夜なガラクタを拾ってきては部屋に飾る収集癖を持つ。ギズモとの相性が悪く、あり方が確定しないものが嫌い。
その正体はエントロピーを減少させる力を持った｢マクスウェルの悪魔｣。3年前、琴子の死により終わりのある世界を憎んだ樹に共感し、3年前の結衣が終わりを否定する悪魔の意味を持って「歪み」に乗じて現れた存在である。彼女の言う「こっちの結衣」とはこの存在のことであり、「あっちの結衣」は元々の結衣のことを指す。エントロピーが0である状態を実現させることが出来、物体や生物、世界までにも永遠という「形」を与えることが出来る。「実験」上では、無機物としての意味を持つ。
世界が変化する前は、いわゆるギャルのような性格で、街を徘徊する樹を嫌悪し両親に対しても反抗的だった。3年前、樹と共にいることで永遠になろうとしたが、大人たちからこっぴどく怒られていじけてしまったらしい。また、樹と性行為をすることで死んでしまった琴子の代わりとなる存在を産もうともしていた。
七枷 式子（ななかせ しきこ）
声 - 涼森ちさと
樹や琴子、結衣の母。エプロンを着用。髪型は黄緑色のショートカット。
とても3児の母とは思えないほど幼い容姿をしている。天然な性格でいつも笑顔を絶やさず、家族のわがままを受け入れる懐の広さを持つ。植物を育てるのが趣味で、彼女の部屋は半ばジャングルのような様相を呈している。中には、どう考えてもあり得ない植物も生育している。理由は不明だが、本人曰く変化後に肉を料理出来なくなっている。
断絶のない永遠の森のような家族を作るための「力」を得た存在。25年前（七枷家の家族が別人であることを証明するために、柚が見せた写真によれば西暦1985年）、父親の死という不幸により、死が悲しみでない（死によって終わらない）世界を求めた彼女が、その不幸と引き換えに手に入れた力である。母親として家族をつくり存続させることが、彼女の意味である。変化そのものは否定せず、終わり（存在の断絶）を新たな始まりに繋げることで「家族」という存在を存続することにより永遠とすることが出来る。「実験」上では有機物としての意味を持つ。
世界が変化する前は、樹にお昼代1000円を用意するだけでどこにいるかわからない、疲れ切った溜息ばかりつく母親だった。実際は、バラバラになる家族を繋ぎとめようと無理をしており、慣れないパート労働などで心身ともにすり減らしていた。
七枷 ギズモ（ななかせ ギズモ）
声 - 佐藤しずく
琴子が難病で亡くなった際、樹が公園で拾ってきた猫。
琴子の死を受け入れられず、妹の生まれ変わりを求めていた主人公が拾ってきた。以来、樹が世話をし、樹にとっては唯一心を許せる家族だった。
世界が変化したことにより、ねこ耳を生やしたメイド服を着た人間になっていた。しかし、知性は猫のままであり、樹は対応に四苦八苦することになる。
琴子を失い家族を観なくなった樹が唯一、心許せる「家族」として自らの望みを打ち明けていたことにより、猫の中に折りたたまれていた「樹の願望」が｢歪み｣によって現れた存在。メイドの恰好をしているのは「血縁でない家族」を実現させるための整合性をとるためである。元々イレギュラーな存在であり、「言葉」を覚えて「人間」となることで、樹と同じ「観測者」としての意味を持つまでに成長していく。なお、名前の由来は主人公が彼女を拾った際に、彼女が入っていた工具箱に書かれていた「gizmo」という落書きを見た主人公がつけたものであることが続編『猫撫ディストーションexodus』にて明かされる。
柚（ゆず）
声 - 夏野こおり
七枷家の隣に住む、主人公の幼馴染。
昔から樹のことが好きで、荒んでしまった樹を立ち直らせようと努力していたが、突然変化した七枷家を否定して敵視し彼らを七枷家から追い出そうと画策する。警察官の娘でありながら、主人公宅に庭の桜の木伝いに窓から侵入しする以外は常識人ではあるものの、自身の理想を押しつけたり、相手の言うことを頭ごなしに否定する悪癖がある。
変化する以前の七枷家のことについては、樹以上に詳しい。
七枷 琴子
声 - 佐本二厘
数年前に難病で亡くなった樹の妹。
難解な本を読んだりゲームをして過ごすことが日常だったため、知的で冷静な性格。兄の樹の前では年齢相応の豊かな表情を見せる。七枷家の中心となり、家族をまとめていく。
生まれた時から「揺らいでいる」様に観測されてしまったことで常に消失の可能性を抱え、それが難病という形で表れていた。そのため、家族の中に自分自身を少しずつ残し、みんなが自らを観測しようとしたときに帰ってこられるようにしていた。「実験」上、量子的存在としての意味を持つ。

### サブキャラクター
七枷 電卓（ななかせ でんたく）
声 - 小池竹蔵
主人公たちの父親。ツギハギ模様のような奇抜な柄のTシャツにジャケットという悪趣味な服装。性格はアホそのもので、主人公曰く「百倍うざくなった」。消費税や地上デジタル放送を知らないなど時代遅れ。センスも古い。好物はカップ麺。茶葉が好きでないらしく食事中の飲み物は茶より水を好む。
25年前の父親が現在に現れた存在。世界が変化する前はごく平凡で家庭に居場所のないサラリーマンで、主人公曰く「努力して良い大学に入り、大手企業に就職した矢先にリーマンショックで会社が上場廃止になった」。これらの境遇と受け入れ難い娘の死が重なったことであり、主人公曰く「仕事に逃げた」。なお、変化してからも茶葉が苦手で水を好む点は変化していない。電卓という名前は主人公に対して名乗ったものであり本名かどうかは不明。生まれたばかりの主人公に「電脳」という名前をつけようとしたが式子に阻止された。
蜜柑
声 - 理多
柚子の母親。埼玉県警の婦警。階級は警視。所轄の要石警察署に勤務している。公園やショッピングモールなどで居眠りする主人公を叱っては励ましたりするなど主人公たちのことを気にかけている様子。七枷家の異変には気付いていないが町の異常には気付いているらしく独自に捜査している。普段はごく普通の女性口調だが、仕事中はきびきびした男性口調になる。
猫神様（ねこがみさま）
声 - 佐藤しずく
続編『猫撫ディストーションexodus』で登場。その名の通り猫耳を生やした神様で、エジプトのピラミッドの壁画の人物のような服装をしており、左手に杖を持っている。コテコテの大阪弁で話し、性格も商人風。外見は人間姿のギズモとほぼ同じ。主人公にかつて交わした契約の履行を迫る。主人公の夢の中でのみ存在する。

## 用語
要石市（かなめいしし）
主な舞台になる地方都市。作中の登場人物の会話や主人公の独白によれば埼玉県にある小さな地方都市。これと言った名物があるわけでもなく、古い電波塔やショッピングモールがあるぐらいの町。三年前と現在の二度に渡ってこの町の上空で観測された大規模な流星群が物語の大きな鍵となる。街の名前の由来は、古くからこの土地では隕石が多く落下しており、それらの石は神社の御神体や刀の材料などの重要な石（要石）に利用されていたため。モデルはさいたま市
公園
主人公宅近くにある公園。特に遊具やモニュメントがあるわけでもなく、芝生やレンガの広場と花壇、ベンチがあるくらい。敷地は広く、奥には森や池などがあり、手漕ぎボートを借りて乗ることも出来る。あまり人も来ないためよく主人公が居眠りしている。元々は原子核研究所と呼ばれる施設があったが3年前に取り壊され、公園として整備された。
七枷家
主人公たちの自宅。閑静な住宅街に建つごく普通の二階建て住宅。流星群の接近の影響で特異点になってしまい、その結果七枷家の住民が別人のようになってしまった。琴子の死後家中の時計が処分されてしまい、正確な時間は分からなくなっている。
Quore（クアレ）
市内にある郊外型ショッピングモール 。かつて存在していた個人商店の書店や喫茶店などの商店街を壊滅させた。そのため現在は市内で遊ぶスポットはこの場所しか無くなっている。
鉄塔
クアレの近くにあるかなり古い鉄塔。結衣ルートでの結衣の解説によれば元々は市内には三本の鉄塔があり、その内二本はそれぞれ研究所の敷地内と現在は警察署が立つ元々原っぱだった場所に立っていた。なお、主人公と柚が通う学校は唯一残った鉄塔の近く、結衣の高校は要石警察署の近くに位置している。それぞれの鉄塔には夜になるとお化けが出る、取材のためにこっそり研究所に侵入したテレビ局のカメラマンが恐ろしい悲鳴だけを残して失踪し、三年後に失踪時と同じ姿で彷徨っている所を警察に保護されたといった都市伝説じみた噂話が伝わっており、「お化け鉄塔」などと呼ばれている。
原っぱ
主人公と琴子がよく遊んでいた思い出の場所で、三年前の琴子の葬式の後に結衣が“変わった”場所。前述の通り現在は警察署が立っており、当時の面影はほとんど残っていない。
要石署
市を管轄する警察署で蜜柑の勤務先。本編中で何度か補導された式子がよく連行・釈放されている。前述の通りかつては何もない原っぱだった。
裏庭
七枷家の裏庭。続編である『猫撫デストーション exodus』で登場。かつては主人公の両親が管理していたが、琴子の死後は2人とも無気力になってしまい、荒れるがままになっていた。琴子の生前の憩いの場でもあり、式子が育てた鉢植えや、永久機関を意識して電卓が作成したししおどしなどがある。
平靖（へいせい）
本作で用いられている元号。本編琴子ルートの主人公の独白と電卓が残したメモ帳によれば、本来現実の日本で使われている平成は架空の元号として認識されている。

## スタッフ
- 原画：ミヤスリサ、月音、みやま零
- シナリオ：藤木隻、元長柾木

## 主題歌

### 猫撫ディストーション
オープニングテーマ「Bullshit!! Hard problem!!」
- 作詞：KOTOKO　作曲：高瀬一矢　編曲：高瀬一矢、尾崎武士　歌：Outer

エンディングテーマ：「永遠〜小さな光〜」
- 作詞・歌：詩月カオリ　作曲・編曲：井内舞子

### 猫撫ディストーション Exodus
オープニングテーマ「IN MY WORLD」
- 作詞：川田まみ　作曲・編曲：尾崎武士　歌：桐島愛里

エンディングテーマ：「リピカ」
- 作詞・作曲・歌：島みやえい子　編曲：京田誠一